# ツバキ属
ツバキ属（ツバキぞく、学名: Camellia）は、ツバキ科の1属である。日本・中国を含む東アジアから東南アジア、ヒマラヤにかけて分布する。およそ250種が知られ、ツバキ科ではいちばん大きな属である。
属名の由来は、モラヴィアのイエズス会宣教師で植物学者のゲオルク・ヨーゼフ・カメル (1660 - 1706) の名前から。1704年に『ルソン植物誌』を上梓している。
ツバキ科の学名は Theaceae で、これはチャ属 (Thea) に由来するが、APG植物分類体系ではチャ属はツバキ属に編入されて廃止になっており、ツバキ属がツバキ科の代表属になっている。

## 形態・生態
常緑樹で、低木が多いが、一部高木もある。幹は直立するものと、根本からよく分枝するものがある。葉は単葉で鋸歯があり、革質であつく光沢がある。「つばき」の語源は、厚葉木（あつばき）または艶葉木（つやばき）といわれている。
花は単生で、美しいものが多い。萼片は5枚から多数、花弁は5枚または7枚が基本であるが、重ねの厚い八重咲きもある。おしべは多数で、放射状に黄色いおしべが多数広がる梅芯咲きという、独特の花形のものがある。花色は白・ピンク・赤・赤紫が基本で、様々な複色花もあるが、キンカチャから改良された黄花種もある。

## 人間との関わり
日本において、ツバキはかなり古い時代から庭木として利用され、江戸時代には多くの品種が作出された。また、18世紀には欧米に渡り、「西洋椿」と呼ばれる豪華な花姿の品種が多く作出された。
ツバキのタネから採集される椿油は、化粧品や食用に利用されている。また、茶は、日本の緑茶や中国の各種のお茶、西洋の紅茶など、チャはコーヒーと並び世界で最も重要な清涼飲料の1つになっている。

## 下位分類
- ヤブツバキ Camellia japonica L. - 変種にヤクシマツバキ C. j. var. macrocarpa Masam.
- ヒメサザンカ Camellia lutchuensis T.Ito
- ユキツバキ Camellia rusticana Honda（シノニム: Camellia japonica var. decumbens／Camellia japonica subsp. rusticana）
- サザンカ Camellia sasanqua Thunb.
- チャノキ Camellia sinensis (L.) Kuntze
- ユカリツバキ Camellia assimilis Champ. ex Benth.
- シマサザンカ Camellia brevistyla (Hayata) Cohen-Stuart
- Camellia caudata Wall. - 変種にタイワンヒメツバキ C. c. var. gracilis (Hemsl.) Yamam. ex H.Keng
- Camellia drupifera Lour.
- Camellia euryoides Lindl. - 変種にウスバヒメツバキ C. e. var. nokoensis (Hayata) T.L.Ming
- タイワンヤマチャ Camellia formosensis (Masam. et Suzuki) M.H.Su, C.F.Hsieh et C.H.Tsou
- シラハトツバキ Camellia fraterna Hance
- Camellia furfuracea (Merr.) Cohen-Stuart
- グランサムツバキ Camellia granthaminana Sealy
- ホンコンツバキ Camellia hongkongensis Seem.
- ヒマラヤサザンカ Camellia kissii Wall.
- テマリツバキ Camellia maliflora Lindl.
- ユチャ Camellia oleifera C.Abel
- カイナンチャ Camellia paucipunctata (Merr. et Chun) Chun
- キンカチャ Camellia petelotii (Merr.) Sealy
- ピタールツバキ Camellia pitardii Cohen-Stuart
- トウツバキ Camellia reticulata Lindl.
- ヤナギバサザンカ Camellia salicifolia Champ. ex Benth.
- サルウィンツバキ Camellia saluenensis Stapf ex Bean
- タイワンヒメサザンカ Camellia transarisanensis (Hayata) Cohen-Stuart
- テリバヒメサザンカ Camellia transnokoensis Hayata
- ウラク Camellia uraku Kitam.

## ツバキ類の原種と園芸品種

### 日本のツバキ類

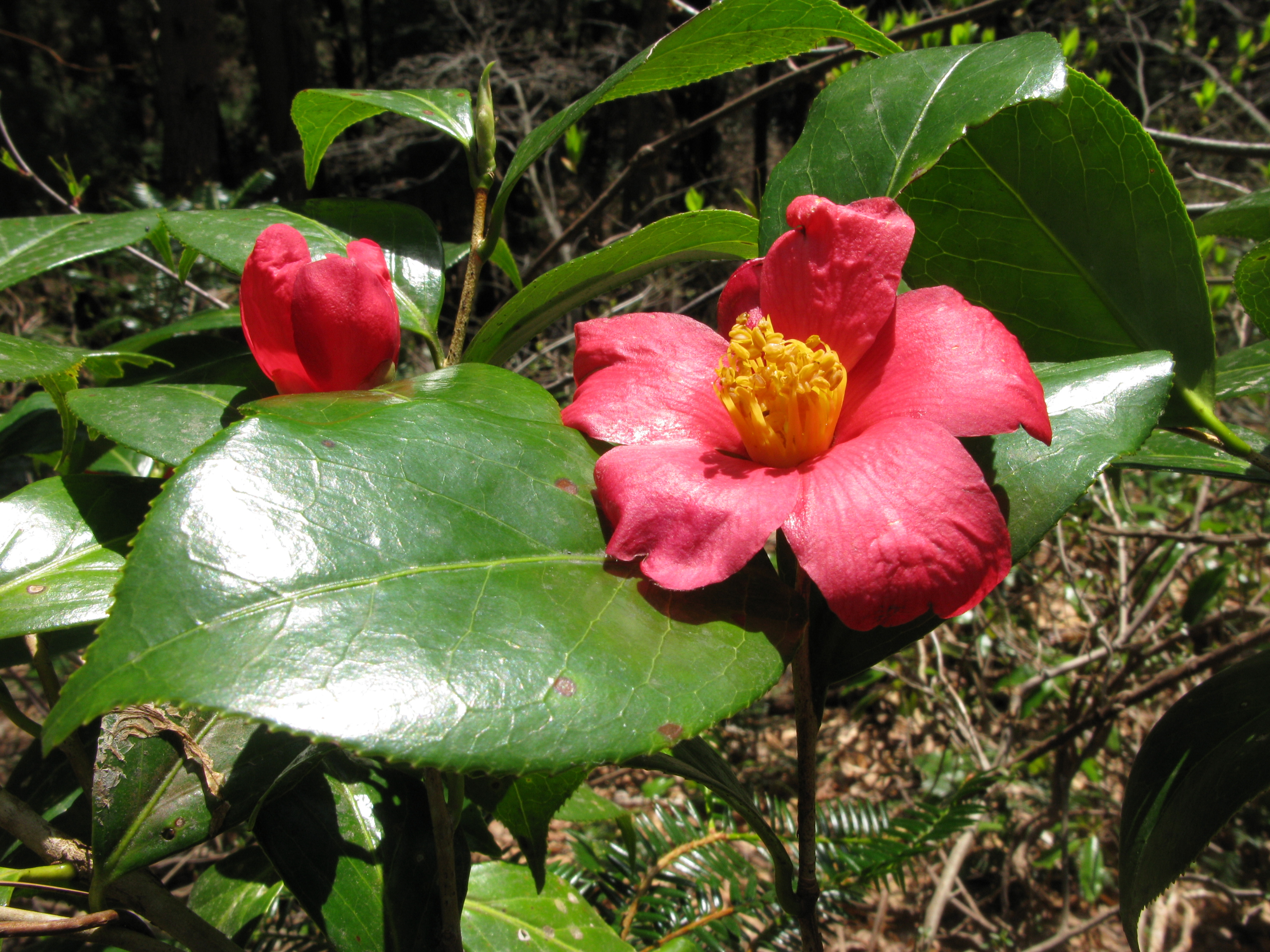
ユキツバキ、花糸が黄色

ヤブツバキ
原種。分布は南西諸島から青森県夏泊半島まで分布している。これはツバキ属の自生地の北限である。西日本にはほぼ全域に分布しているが、東日本では温暖な地域に自生している。
ユキツバキ（雪椿）
上記のヤブツバキとは別種、またはヤブツバキの豪雪地帯適応型変種、あるいは亜種という見解があり、ヤブツバキに比べ、枝がしなやか、花弁が水平に開く、等の特徴がある。花の変異が多く八重咲きの品種改良に大きく貢献した。別名サルイワツバキ。ヤブツバキとの交雑系統を「ユキバタツバキ」と呼ぶ。
ワビスケ（侘助）
中国産種に由来すると推測される「太郎冠者（たろうかじゃ）」という品種から派生したもの。「太郎冠者」（およびワビスケの複数の品種）では子房に毛があり、これは中国産種から受け継いだ形質と推測される。一般のツバキに比べて花は小型で、猪口咲きになるものが多い。葯が退化変形して花粉を生ぜず、また結実しにくい。なおヤブツバキの系統にも葯が退化変形して花粉を付けないものがあるが、これらは侘芯（わびしん）ツバキとしてワビスケとは区別される。花色は紅色〜濃桃色〜淡桃色（およびそれらにウイルス性の白斑が入ったもの）が主であり、ほかの日本のツバキには見られないやや紫がかった色調を呈するものも多い。少数ながら白花や絞り、紅地に白覆輪の品種（湊晨侘助）などもある。
名前の由来としては諸説あり、豊臣秀吉朝鮮出兵の折、持ち帰ってきた人物の名であるとした説。茶人・千利休の下僕で、この花を育てた人の名とする説。「侘数奇（わびすき）」に由来するという説。茶人・笠原侘助が好んだことに由来する説などがある。

### 交配種
匂いツバキ
匂いのイメージのあまりないツバキ・サザンカの中で南西諸島原産のヒメサザンカには香りがあるが、小輪であるため、他の種類と交配して新品種作りが進められている。現在入手可能な品種は、横浜の村田が作出した、港シリーズ（港の曙、港の春、港の桜）八王子の桐野秋豊が作出した高尾の香りなどがある。ツバキは赤が主体で、色が派手なので、鳥や虫を呼び寄せるために香りがある必要がないので、香りがないのだという説がある。但しヤブツバキやユキツバキ系統にも香りをもつ個体もある（水吉など）。
黄色いツバキ
中国南部からベトナムには、黄色い花を咲かせる原種がある。この性質を取り込むべく、従来の品種との間で交配が進められている。遠縁の種同士の交配のため、胚培養によって正常に生育しない交雑胚を育てて作出した品種もある（こがねゆり等）。このため、「黄色い」（原種には及ばない）交雑種同士を交配して作られた、黄色い原種から見てF2以降の品種はまだ少なく、できたとしても必ずしも黄色とは言えない物もある（ゆうえん等）。

### 中国と東南アジアのツバキ類
トウツバキ（唐椿） Camellia reticulata
中国雲南省原産のツバキ近縁種。大輪で華やかな姿が魅力である。
グランサムツバキ Camellia granthamiana
香港原産の白花ツバキ。
浙江紅花油茶 Camellia chekiangoleosa
日本のツバキに最も近い。「熊谷」はこの種に由来する品種という説がある。
サルウィンツバキ Camellia saluensis
雲南省から四川省にかけて分布。花色は白から桃色、花径4〜8.7cm。温暖湿潤な気候では病気になりやすく、耐寒性は中程度で-8℃まで。イギリスなど北部ヨーロッパでのツバキ栽培を容易にした、ウィリアムシー交配種の成立に重要な役割を果たした。夏が涼しく、光が弱くてもその後の花つきがよいという同グループの性質は、この種から受け継がれたとされる（一方でこの種の影響で暖地では枯れ込みやすい物もある）。強い耐寒性はもう一方の親のヤブツバキ系統由来である。なお、ウィリアムシーとはこのグループの最初の品種「J・C・ウィリアムズ (J.C.Williams)」に由来する名前である。
香港茶  Camellia hongkongensis
香港特産の野生種で、冬にツバキより小型の赤い花が咲く。
ユーシーネンシス Camellia yuhsienensis
中国湖南省の白花ツバキ近縁種。この種と日本の寒椿を交配した品種「夢」「蔦紅葉」は、一つの花の中で桃色の花弁と白色の花弁が交互に並ぶという特徴を呈する（白い花弁にも若干の着色部あり）。
金花茶 Camellia chrysantha
中国広西壮族自治区に分布する黄花のツバキ近縁種。中国広西からベトナムにいたる地域には金花茶以外の黄花のツバキも自生し、約50種が報告されている。
海棠（カイドウ、ハイドゥン） Camellia amplexicaulis
花は紅〜濃桃色。日本では導入以降長らく高価な園芸植物であったが、2007年にはつぼみ付きで一鉢698円で出回ったケースも見られた。
ルブリフロラ Camellia rubriflora
ベトナム北部原産。赤い直径5cm程の花をつける。耐寒性は低い。
カウダータCamellia caudata
中国、香港、台湾、ブータン、ミャンマー、インド、ネパールなどに分布。白い小輪（1.7〜3cm）の花をつける。
ランケオラータ Camellia lanceolata
東南アジア島嶼部（インドネシア、フィリピン、ブルネイ、マレーシアのサバとサラワク）で現在確認されている唯一のツバキ属植物。
アザレアツバキ Camellia azalea 又は Camellia changii 
中国広東省原産。花径6〜10cm。鮮赤色。花や葉はある種のツツジに似ており、そのためこの名がついた。他のツバキの咲かない夏にも開花する性質があり、育種家たちの垂涎の的である。

### 西洋ツバキ類
19世紀に西洋に渡った日本のツバキ、中国のトウツバキ、サルウィンツバキなどをもとに西洋の美意識に基づいて品種改良されたもの。現代の日本ではどちらかというと小〜中輪の一重咲きの品種を好む人が多いのに対し（古典品種に八重・牡丹咲き・獅子咲きなどの華やかな花が多いことから分かるように、過去においては日本でも一重咲きの品種のみが偏重されたわけではない）、西洋ツバキは八重咲き・牡丹咲き・獅子咲きなどの大〜極大輪、豪華な花容のものが多い。